# ヘルムート・ヴァルヒャ
ヘルムート・ヴァルヒャ（Helmut Walcha, 1907年10月27日 ライプツィヒ – 1991年8月11日 フランクフルト・アム・マイン）は、ドイツのオルガン、チェンバロ奏者。1947年から1952年にかけてモノラルで録音したものと、1956年から1971年にかけてステレオで録音したもの、合わせて2種類の『バッハ・オルガン作品全集』を完成させた。バッハの鍵盤楽器曲演奏における20世紀最高の権威、「もっとも優れたバッハ解釈者の1人」と評される。ワルヒャとも表記される。

## 生涯
郵便局員である父エミール・ヴァルヒャ（Emil Walcha）と音楽愛好家の母アンナ・フィッケン（Anna Ficken）の間にライプツィヒで生まれる。
1歳のときの予防注射の後遺症で極度に視力が弱くなる。父母があらゆる治療を受けさせ、視力は僅かに回復する。
少年時代、姉から楽譜の読み方を習い、音楽にいそしむようになる。弱視のために楽譜全体を見ることはできず、各声部を別々に読み取って記憶し、組み合わせて一つの楽曲にまとめ上げたという。このころから、オルガンに興味を持ち、近所の教会のオルガンで練習していたらしい。
12歳の時、ライプツィヒ・ゲヴァントハウス管弦楽団のコントラバス奏者が、ヴァルヒャの演奏を聴き、アルトゥール・ニキシュのもとへ連れて行った。ニキシュは、彼の演奏を聴き、正規の音楽教育を受けさせることを勧めた。そして、このコントラバス奏者から1年間ピアノを教わる。
1922年、ライプツィヒ音楽院に入学し、1927年までギュンター・ラミンに師事する。在学中に慢性の角膜炎を発症。16歳のとき失明したが、家族の支援で演奏活動をつづけた。
1924年、ライプツィヒ・聖アンドレ教会でオルガン・コンサートを開きデビュー。成功を収める。人々から同情的な評価を受けるのを嫌がったために、新聞には盲目であることを書かないように頼んだという。
1926年、ラミンの助手として聖トーマス教会の副オルガニストに就任。翌年、音楽院のオルガニスト資格試験を最優秀の成績で通過し、音楽院を卒業する。
1929年、フランクフルトのフリーデン教会のオルガニストに就任する。同年、同地に拠点を置く。
1933年からフランクフルト高等音楽学校のオルガン科教師を務める。1938年にこの学校はフランクフルト音楽大学となり、教会音楽家教授に任命される。
1939年、ウルズラ・コッホ（Ursula Koch）と結婚する。
1944年、フランクフルトのドライケーニゲ教会のオルガン奏者に就任する。
フランクフルトに拠点を置いてからは、バッハの『オルガン作品全集』の録音を2度にわたり完成した他、バッハの鍵盤作品について楽譜の校訂作業、オルガンと作曲の教授として講義のみならず自ら模範演奏を行うといった学生への教育活動に従事する。1950年には、ゲッティンゲンで開催されたバッハ没後200年記念音楽祭に出演して、バッハのオルガンとチェンバロの代表曲を演奏した。
1977年に高齢と健康上の理由で演奏活動から引退した。
1991年にフランクフルト・アム・マインで死去した。

## 評価
バッハの鍵盤楽器曲演奏における20世紀最高の権威とされ、「みごとな構成力と精神性の表出を一致させたバッハ解釈により、つねに20世紀のもっとも優れたバッハ解釈者の1人として高い評価と尊敬を集め」た。
ヘルムート・ヴァルヒャの最大の業績は、J.S.バッハのオルガン作品をモノラル録音、ステレオ録音の2度にわたり録音して、2種類の『バッハ・オルガン作品全集』を完成させたことであるが、LPレコードやステレオ録音の登場など録音技術が進歩・変化した時期であったこともあり、完成には多くの年月を費やした。
音楽レーベルのアルヒーフ（ARCHIV PRODUKTION）では、1949年から1950年に出された趣意書の中で、バッハの全オルガン作品をヘルムート・ヴァルヒャの演奏によってレコード化することを計画しており、1947年8月には、リューベックの聖ヤコビ教会の小オルガンを使用して録音を開始していた。しかし、このオルガンでの録音は、ペダル機構の音響面での問題と、交通騒音の増加により、断念せざるを得なくなった。次に、録音技師やヴァルヒャが目を向けたのが、カペルのシュニットガー・オルガンである。1950年から1952年にかけて、バッハのオルガン作品のほとんどが録音された。「バッハ・オルガン作品全集」の1回目の録音として知られる。しかし、ステレオ録音の開始により、このオルガンの音響面の問題で録音を中断することになった。
次に、選ばれたのは、アルクマールの聖ローレンス教会のシュニットガー・オルガンである。ここでは、ドームの響きも素晴らしいものであり、数曲録音された。
バッハのオルガン作品全集の録音計画が復活したのは、1968年のことである。当時すでに普及していたステレオ録音による再録音の必要性が認められたために、復活されたと考えられる。当時のアルヒーフの主任であったハンス・ヒックマン（Hans Hickmann）は、この録音に、ジルバーマンのオルガンを用いるのを希望したため、1968年の夏には、アルザスのマルムチエの修道院教会のジルバーマン・オルガンと、エーベルミュンスターの聖マウリティウス教会のジルバーマン・オルガンの視察をしたが、前者はストップおよび足鍵盤の音域、後者は足鍵盤の音域が足らず、また両者とも全音低い調律であり、ここでの録音は断念され、ついにストラスブールのサン・ピエール・ル・ジュヌ教会のジルバーマン・オルガンを選んだ。ジルバーマンのオリジナルのストップはわずかしか残っていなかったが、当時の構成配置計画書ならびに数量表に従って、周到に修復されていたからである。
1971年までに、残りのオルガン作品が録音され、2度目の『J.S.バッハ オルガン作品全集』が完成した。
ヴァルヒャの演奏は、古楽器復興の声も小さかった当時ですら規範的演奏とみなされた。利用可能なバロック・オルガンにより録音を行い、声部進行が容易に聴き分けられるような鮮やかなレジストレーションが認められた。手鍵盤の演奏技巧と足鍵盤の演奏技巧も不備が少なく、聴き終わってからもバランスの取れた完成された音の印象が残る。ヴァルヒャのバッハ演奏はポリフォニックな旋律線を一本一本、くっきりと際立たせて聴き手に聴かせる。不要なストップ増強による大音響で各旋律線を混濁させることなく、バッハの音楽のもつドラマ性そのものを再現する。その演奏はつねに各声部があざやかに聴き取れる。

## その他の業績
ヴァルヒャはオルガン曲の作曲家でもあり、自作のコラール前奏曲をペータース社から4巻、出版している 。また、他の作曲家の管弦楽作品をオルガン独奏用に編曲、出版もしている 。
ヴァルヒャの音楽研究上の貢献として、先に挙げたバッハの鍵盤作品の楽譜校訂作業の他に、バッハ晩年の未完の作品『フーガの技法』の「最終フーガ」を補筆・完成させる試みが挙げられる（上記出版譜に含まれている） 。
ヴァルヒャは、フルブライト奨学金を得てドイツに留学したアメリカ人のオルガニストを数多く育成した 。なかでも、ロバート・アンダーソン、マーガレット・ディッキンソン、メルヴィン・ディッキンソン、デイヴィッド・マルベリーらは、アメリカの国内外で教師や演奏家・研究者として活躍している。

## 語録
- 「バッハの音楽は宇宙へと目を開いてくれます。ひとたびバッハ体験をすれば、この世の生にはなにがしかの意味があることに気づきます」[13]。